# Kurt Neumann (Politiker, 1945)
Kurt Neumann (* 10. Juni 1945 in Bischofswerda; † 2. Oktober 2021) war ein deutscher Politiker (SPD, PDS, Die Linke). Dem Abgeordnetenhaus von Berlin gehörte der Jurist von 1981 bis 1989 für die SPD an, dem Deutschen Bundestag von 1994 bis 1998 zunächst auch, ab 1996 war er partei- und fraktionslos.

## Leben
Neumann wuchs in Nordfriesland auf. Nach einem Jurastudium in West-Berlin wurde er wissenschaftlicher Assistent und ab 1977 Rechtsanwalt.
Neumann war von 1966 bis zu seinem Parteiausschluss 1996 Mitglied der SPD. Er war 1974 bis 1976 Landesvorsitzender der Jusos in Berlin und außerdem Bundesvorsitzender des Sozialistischen Hochschulbundes. Von 1994 bis 1998 war er direkt gewählter Abgeordneter des damaligen Wahlkreises Berlin-Kreuzberg – Schöneberg im Bundestag. Er war Mitglied im Abgeordnetenhaus von Berlin, Mitglied in der Programmkommission für das „Berliner Programm“ der SPD, Mitglied im SPD-Landesvorstand und im Deutschen Bundestag. Neumann, der wegen Steuerhinterziehung, Verletzung der anwaltlichen Schweigepflicht, Untreue und Betrug verurteilt worden war, hatte dies innerparteilich zunächst nicht zugegeben, was 1995 zu einem Parteiordnungsverfahren führte.
Er wurde Mitglied der Linken und arbeitete bis Oktober 2005 für die Europaabgeordneten Tobias Pflüger und Sahra Wagenknecht. Ab Oktober 2005 war er EU-Referent bei der Linksfraktion im Bundestag.
Neumann starb Anfang Oktober 2021 im Alter von 76 Jahren.